# Mecca-Cola
Mecca-Cola é um refrigerante produzido pela Mecca Cola World Company, com objetivo de se instalar no mercado onde as marcas relacionadas aos Estados Unidos não são bem vindas, como na Palestina, comercializado como uma alternativa a marcas como Coca-Cola e Pepsi-Cola para consumidores “islamicamente corretos”.

## História
O refrigerante Mecca-Cola foi lançado no dia 6 de novembro de 2002, na França, pelo empresário franco-tunisiano Tawfik Mathlouthi. A empresa fabricante é sediada em Dubai, nos Emirados Árabes Unidos, sendo a bebida vendida no Oriente Médio e em alguns lugares da Europa e Índia Ocidental.

O nome “Mecca-Cola” foi inspirado no principal lugar santo do Islã, situado na Arábia Saudita e 10% de seus lucros são destinados à projetos humanitários e a “causa palestina”.

O refrigerante utiliza em seus slogans mensagens religiosas, contra a guerra e em defesa de uma posição anti-americana. O ativismo da marca pode ser visto pelo slogan: “Agite sua consciência! Beba com compromisso!” presente nas embalagens dos refrigerantes, que também apresentam pedido para que as pessoas evitem misturar a bebida com álcool.

Além da Mecca-Cola, a empresa fabrica os refrigerantes de sabores de romã, laranja e limão.

Em outubro de 2003 a bebida foi a patrocinadora oficial da Organização da Conferência Islâmica (OIC), realizada na Malásia.